# Бюкси

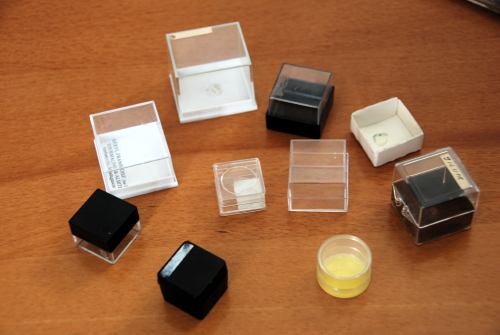

Бюкси (рос. бюксы, англ. glass, weighing bottles; нім. Büchse f) — тонкостінні скляні або інш. стаканчики з притертою скляною кришкою.
Бувають різних розмірів і форм.
Застосовують для транспортування, зважування та висушування невеликих кількостей гігроскопічних речовин при їх аналізі (визначенні вологості).